# SN 2004ds
SN 2004ds – supernowa typu II-P odkryta 11 sierpnia 2004 roku w galaktyce NGC 808. W momencie odkrycia miała maksymalną jasność 16,80m.